# Universidad Peruana de Ciencias Aplicadas
La Universidad Peruana de Ciencias Aplicadas (UPC) es una universidad privada ubicada en la ciudad de Lima, capital del Perú, que fue fundada el 5 de enero de 1994.

## Historia
La Universidad Peruana de Ciencias Aplicadas fue creada mediante la Ley N.º 26276, de fecha 5 de enero de 1994.
En 1997, se creó la Escuela de Empresa de la UPC, que hoy se conoce como la Escuela de Postgrado de la UPC, para ofrecer cursos de postgrado y de especialización profesional. También se crea el primer Congreso Nacional de Educadores, hoy llamado Congreso Internacional de Educadores. En septiembre de 2004, la universidad se incorpora a la red de instituciones académicas privadas Laureate International Universities.
En 2010, la UPC realiza la primera edición del «Premio Protagonistas del Cambio UPC», ahora «Programa Protagonistas del Cambio». En 2011, se inaugura el campus San Isidro. Al año siguiente, se inaugura el campus Villa, y en 2015, se inaugura el campus San Miguel.
En 2016, la UPC firmó acuerdo de cooperación académica con el Columbia Instituto.

## Carreras de Pregrado
La universidad imparte 48 carreras profesional, entre ellas encontramos:
| Facultades                            | Carreras |
| ------------------------------------- | --- |
| Administración en Hotelería y Turismo | - Hotelería y Administración - Turismo y Administración - Gastronomía y Gestión Culinaria |
| Arquitectura                          | - Arquitectura |
| Artes Contemporáneas                  | - Música - Artes Escénicas |
| Ciencias de la Salud                  | - Farmacia y Bioquímica - Biología - Medicina - Nutrición y Dietética - Odontología - Terapia Física - Medicina Veterinaria - Ciencias de la Actividad Física y el Deporte |
| Ciencias Humanas                      | - Traducción e Interpretación Profesional |
| Comunicaciones                        | - Comunicación Audiovisual y Medios Interactivos - Comunicación e Imagen Empresarial - Comunicación y Marketing - Comunicación y Periodismo - Comunicación y Publicidad - Comunicación y Fotografía                                                                                             |
| Derecho                               | - Derecho - Relaciones Internacionales |
| Diseño                                | - Diseño Industrial - Diseño Profesional de Interiores - Diseño Profesional Gráfico - Diseño y Gestión en Moda |
| Economía                              | - Economía y Finanzas - Economía y Negocios Internacionales - Economía Gerencial - Ciencia Política |
| Educación                             | - Educación y Gestión del Aprendizaje |
| Ingeniería                            | - Ciencias de la Computación - Ingeniería Civil - Ingeniería de Gestión Empresarial - Ingeniería de Gestión Minera - Ingeniería de Sistemas de Información - Ingeniería de Software - Ingeniería Electrónica - Ingeniería Industrial - Ingeniería Mecatrónica - Ingeniería Ambiental            |
| Negocios                              | - Administración y Agronegocios - Administración y Finanzas - Administración y Marketing - Administración y Gerencia del Emprendimiento - Administración y Negocios del Deporte - Administración y Negocios Internacionales - Administración y Recursos Humanos - Contabilidad y Administración |
| Psicología                            | - Psicología |

### Carreras semipresenciales
La UPC, además de sus carreras de pregrado y programas de postgrado, también cuenta con estudios semipresenciales, denominados «Carreras para gente que trabaja» (EPE) que ofrece los siguientes estudios  de pregrado:
| Facultades | Carreras |
| ---------- | --- |
| Negocios   | - Administración de Empresas - Administración de Banca y Finanzas - Administración y Gerencia de Emprendimiento - Administración de Recursos Humanos - Contabilidad - Marketing - Negocios Internacionales |
| Ingeniería | - Ingeniería Civil - Ingeniería de Redes y Comunicaciones - Ingeniería de Sistemas - Ingeniería Industrial                                                                                                 |

### Alianza con Coursera
La UPC estableció una colaboración con Coursera mediante el programa "Academias UPC – Coursera". El acuerdo se formalizó el 1 de diciembre de 2022. Dicho programa ofreció acceso a un catálogo con más de 5000 cursos, que provenían de diversas universidades reconocidas a nivel internacional, tales como la Universidad de Pensilvania, la Universidad de Yale, la Universidad de California y el Imperial College London.

## Sedes e infraestructura
La Universidad Peruana de Ciencias Aplicadas cuenta con cuatro campus universitarios:
- Campus Monterrico, ubicado en el distrito de Santiago de Surco, sede principal de la universidad.
- Campus San Isidro, ubicado en el distrito homónimo, que también alberga la Escuela de Postgrado.
- Campus Villa, en el distrito de Chorrillos, donde se encuentran los espacios deportivos.
- Campus San Miguel, ubicado en el distrito de San miguel.